# Sugenheim
Sugenheim település Németországban, azon belül Bajorországban. Lakosainak száma 2385 fő (2023. december 31.). Sugenheim Markt Nordheim és Weigenheim községekkel határos.

## Népesség
A település népessége az elmúlt években az alábbi módon változott:
| Lakosok száma | 832  | 1044 | 2076 | 2333 | 2312 | 2269 | 2251 | 2237 | 2357 | 2385 |
|               | 1875 | 1950 | 1975 | 1987 | 2012 | 2014 | 2016 | 2017 | 2021 | 2023 |